# تالاب پساب یزد
تالاب پساب یزد تالابی‌است در ۴ کیلومتری شمال یزد در استان یزد که در اثر رهاسازی آب‌های تصفیه‌خانه فاضلاب یزد تشکیل شده‌است. این تالاب گستره ای شرقی-غربی دارد و طول آن در حدود سه کیلومتر و عرض در بیشترین حالت یک کیلومتر است. ارتفاع آن از سطح دریا ۱۱۴۵ متر می‌باشد. پوشش گیاهی اطراف تالاب دسته‌های بزرگ نی و نیزارها هستند.
این تالاب به آبشخور حیات وحش کویر تبدیل شده‌است و مقصدی موقت برای پرندگان مهاجر زمستانی هم هست. از آب تالاب برای آبیاری کمربند سبز شهر یزد نیز استفاده می‌شود.